# Stephen F. Austin

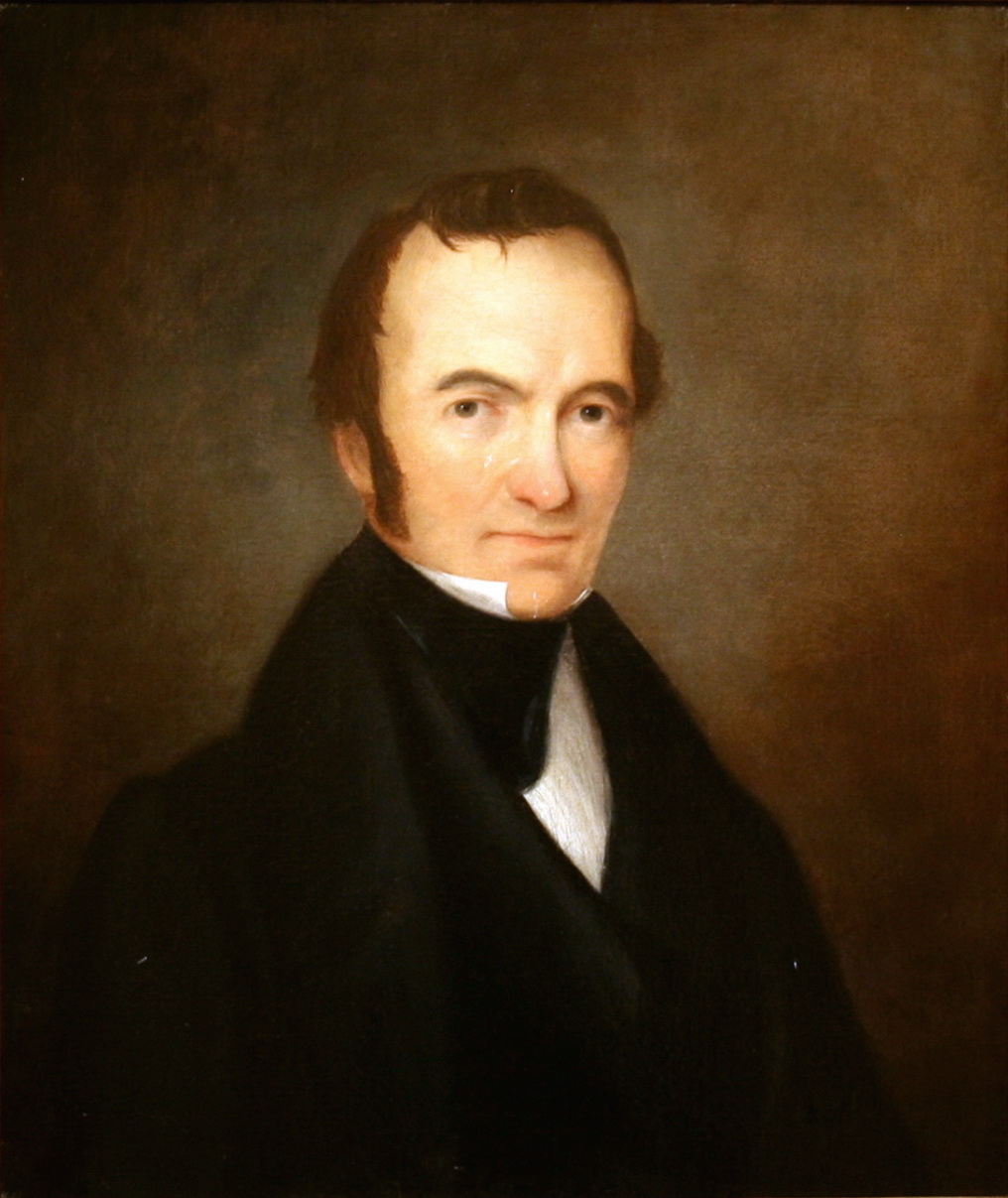
Stephen F. Austin

Stephen Fuller Austin, född 3 november 1793 i Wythe County i Virginia, död 27 december 1836 i West Columbia, Texas, var en amerikansk kolonisatör och grundare av Texas.
Austin föddes i Virginia och växte upp i Missouri, där fadern som var affärsman ägnade sig åt väldiga markspekulationer i samband med kolonisationen vid The frontier och förvärvade 1820 rätt av de spanska myndigheterna att i Texas bosätta 300 nordamerikanska kolonisatörer. Efter faderns död 1821 och Mexikos frigörelse fullföljde Stephen F. Austin företaget från 1823 och lyckades utverka mexikanskt tillstånd för fortsatt nordamerikansk kolonisation. 1834 hade Texas därigenom 18.000 invånare av anglosaxisk härstamning, betydligt fler än de spansktalande. Kolonisationsområdet styrdes av Fuller med närmast oinskränkt makt. Han visade prov på stor diplomatisk och administrativ skicklighet. Från de övriga amerikanska staterna spred sig dock slaveriet till Texas, där det var förbjudet enligt mexikansk lag. Austin försökte genom kompromisslösningar upprätthålla en fredlig relation med Mexiko, men mötte alltmer motstånd från Sam Houston. De oroliga förhållandena i Mexiko och inbördeskriget där bidrog till instabilitet i Texas, och 1833-35 satt Austin fängslad i Mexiko för högförräderi. 1836 utropades Texas som självständig republik. Austin besegrades i presidentvalen samma år av Houston, blev dennes statssekreterare men avled samma år.
Texas huvudstad Austin kom 1839 att uppkallas efter Stephen Fuller Austin.